# فيلهلم مايباخ
فيلهلم مايباخ (بالألمانية: Wilhelm Maybach) ولد في 9 فبراير 1846 وتوفى في 29 ديسمبر 1929 كان مصمم سيارات ورجل أعمال ألماني.

## حياته وأعماله
عندما بلغ سن الخامسة سافرت عائلته من مدينة هايلبرون إلى شتوتغارت وبعد حوالي 3 سنوات توفي والداه. عمل تكوينا كرسام تقني ومصمم في برودرهاوس وهناك التقى بغوتليب دايملر لأول مرة. عمل في نهاية القرن التاسع عشر مع غوتليب دايملر على تطوير محرك الاحتراق الداخلي.
في سنة 1900 وباقتراح من رجل الأعمال والقنصل العام النمساوي إميل جيلينيك صمم مايباخ نموذج مرسيدس سامبلكس. في سنة 1909 أسس مع ابنه كارل مايباخ شركة مايباخ لصناعة المحركات. تحصل سنة 1916 على الدكتوراه الفخرية من كلية التقنية في شتوتغارت.

## مايباخ للسيارات (1922)
بعد الحرب العالمية الأولى، حظرت معاهدة فرساي في عام 1919 على ألمانيا إنتاج المناطيد، ولذلك اضطر مايباخ للاتجاه لإنتاج محركات ديزل عالية السرعة لتستخدمها القطارات والبحرية، وكذلك انتجوا محركات البترول للسيارات، إلا أنهم لم ينتجوا سيارات كاملة.